# 仙足岛
仙足岛是拉萨河中的河心岛，位于拉萨市江苏路南侧的西藏军区大院以南，太阳岛东南。

## 简介
该岛东西长，南北短。该岛北部、东北部有两座桥与拉萨市区连接，北部还有一座桥通向西藏军区大院，西部有一座桥与太阳岛连接。岛上有拉萨北京中学等单位。
仙足岛，因岛的形状像仙人留下的足印而得名。该岛以前又称“嘎若林卡”，意为“情人的岛”。据说，1990年代该岛还是一片荒地，杂草丛生，野生动物出没，因为人烟稀少，故成为情侣幽会的佳处，因而得名“嘎若林卡”。
2004年，拉萨仙足岛房地产开发有限公司将这座荒岛开发成拉萨市少数高档住宅小区之一。2009年，仙足岛社区居委会成立。此后，该岛开通公交车线路，消灭了违章建筑，拉萨河边的垃圾得到清理。
仙足岛上有8个小区，居住着1400余户人家，大部分是西藏各地或外省的退休老人，此外还有近百家家庭客栈、沿河餐吧。